# Dimorfismo sessuale

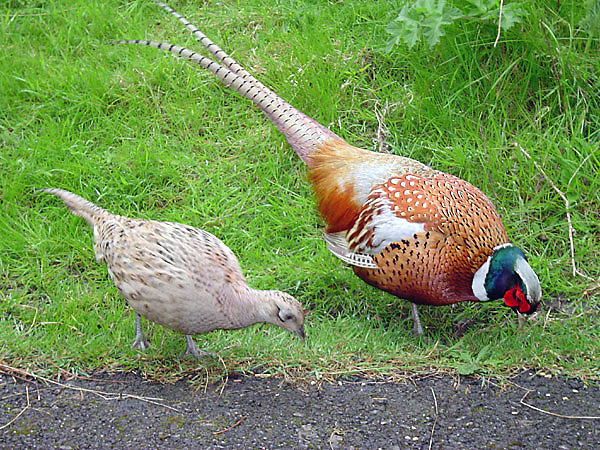
Un esempio di dimorfismo sessuale: a destra il maschio e a sinistra la femmina del fagiano europeo

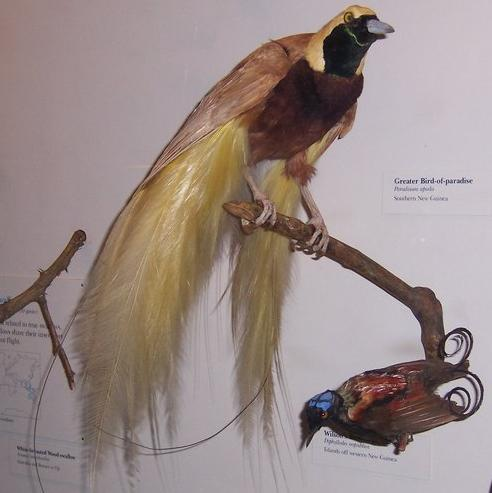
Coppia impagliata di paradisee maggiori

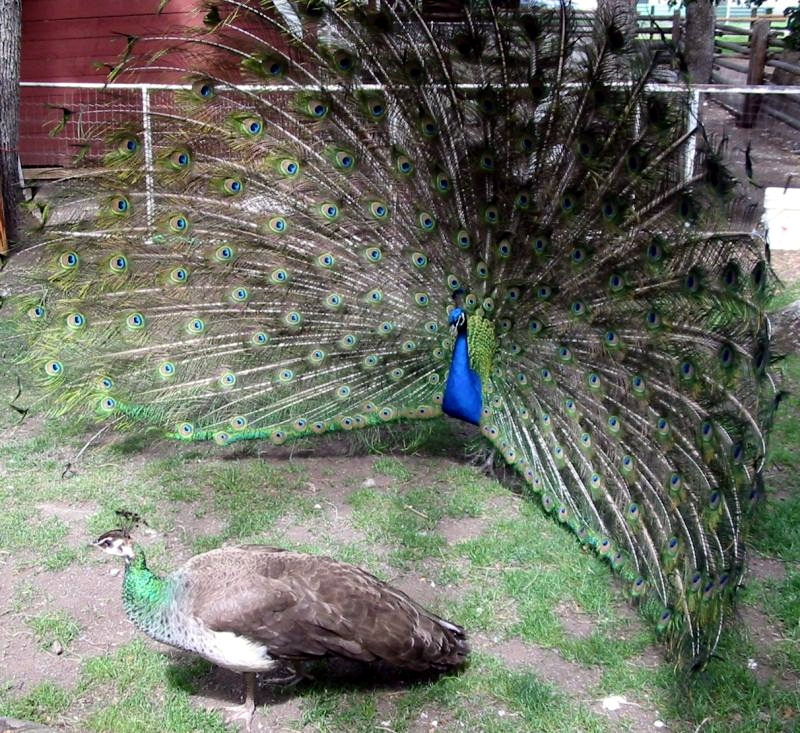
Pavone maschio mentre "fa la ruota" per corteggiare la femmina

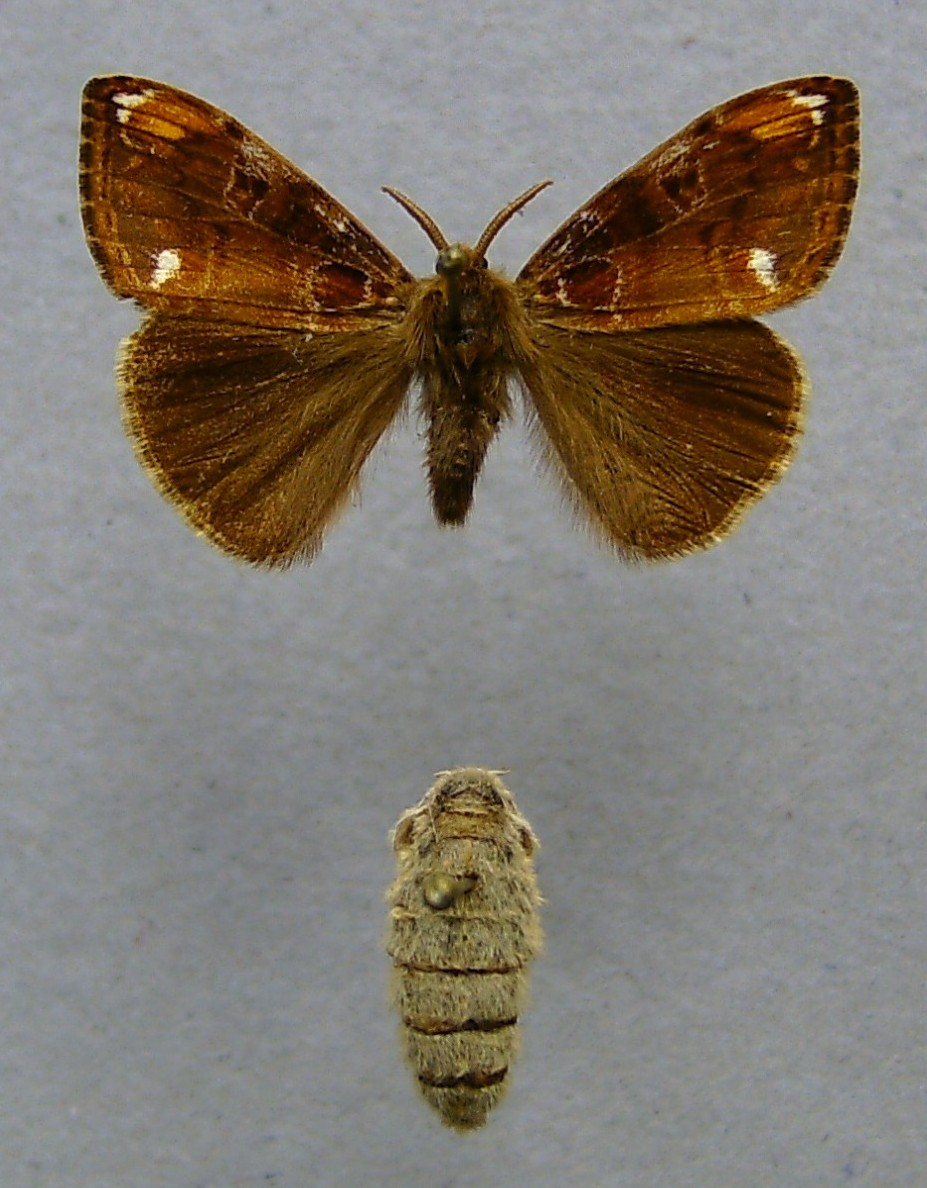
Orgyia recens sopra ♂, sotto ♀

Per dimorfismo sessuale (dal greco "due forme") s'intende la differenza morfologica fra individui appartenenti alla medesima specie, ma di sesso differente.
Queste differenze possono consistere:
- Nelle maggiori dimensioni del maschio rispetto alla femmina: questo vale per la maggior parte dei mammiferi (elefante africano, ecc.) e degli uccelli. Tuttavia, vi sono animali nei quali avviene l'esatto opposto, ossia le dimensioni della femmina sono maggiori rispetto a quelle del maschio: questo succede in numerose specie di insetti, aracnidi, pesci, e anche in alcuni uccelli (falconiformi, dove le differenti dimensioni dei due componenti della coppia ne riducono la competizione per il cibo, poiché cambia la taglia delle prede di ciascuno) e mammiferi (iena maculata).

- Nella diversa colorazione dei due sessi (dicromatismo sessuale), dove è solitamente il maschio a essere più colorato della femmina (molti galliformi, uccelli del paradiso), ma vi sono anche casi dove avviene l'esatto contrario (dimorfismo inverso, presente ad esempio in beccacce striate, falaropi, ecc.).
- Nella presenza o assenza in uno dei due sessi di determinate strutture come, barba, corna (cervi), zanne (suini), piume allungate e/o colorate, pungiglioni, ecc.
- Nella presenza o assenza in uno dei due sessi di determinati comportamenti (istinto parentale, aggressività innata, ecc.).

Spesso, il dimorfismo sessuale conta più di una delle sopracitate caratteristiche: ad esempio, i pavoni maschi hanno dimensioni maggiori delle femmine, sono inoltre più colorati e possiedono lunghe penne ocellate sul codione.

## Le origini del dimorfismo sessuale
Lo sviluppo di caratteristiche tanto specifiche come quelle presenti in caso di dimorfismo sessuale non è spiegabile in semplici termini evolutivi: fu lo stesso Charles Darwin a introdurre il concetto di selezione sessuale nel 1871 per spiegare la presenza di dimorfismo fra maschi e femmine.

## L'utilità del dimorfismo sessuale
Il dimorfismo ha principalmente la funzione di attrarre l'altro sesso: è infatti tipico di animali poligami, dove durante la stagione degli amori i maschi duellano per la conquista di un territorio.
In animali monogami, infatti, viene sacrificata la possibilità di avere progenie più numerosa in favore di uno sforzo congiunto per l'allevamento della prole: essendo il partner fisso, le strutture per la difesa dell'harem divengono inutili.
Tuttavia, sembra che le caratteristiche sviluppate dai maschi per attrarre le femmine li rendano svantaggiati rispetto a queste ultime, poiché a causa dei colori sgargianti sono facilmente localizzabili dai predatori e a causa delle lunghe penne o degli speroni sono molto più lenti e impacciati nella fuga: ma allora perché un animale evolve caratteristiche superflue, o peggio dannose? La teoria che si occupa di questa questione è la teoria della disabilità: pare che per un organismo vivente il successo riproduttivo conti più della sopravvivenza dell'individuo, e quindi non è importante che un maschio di fagiano comune viva meno della metà di una femmina della stessa specie, se questo gli permette di lasciare quanta più progenie possibile.

## Esempi estremi di dimorfismo

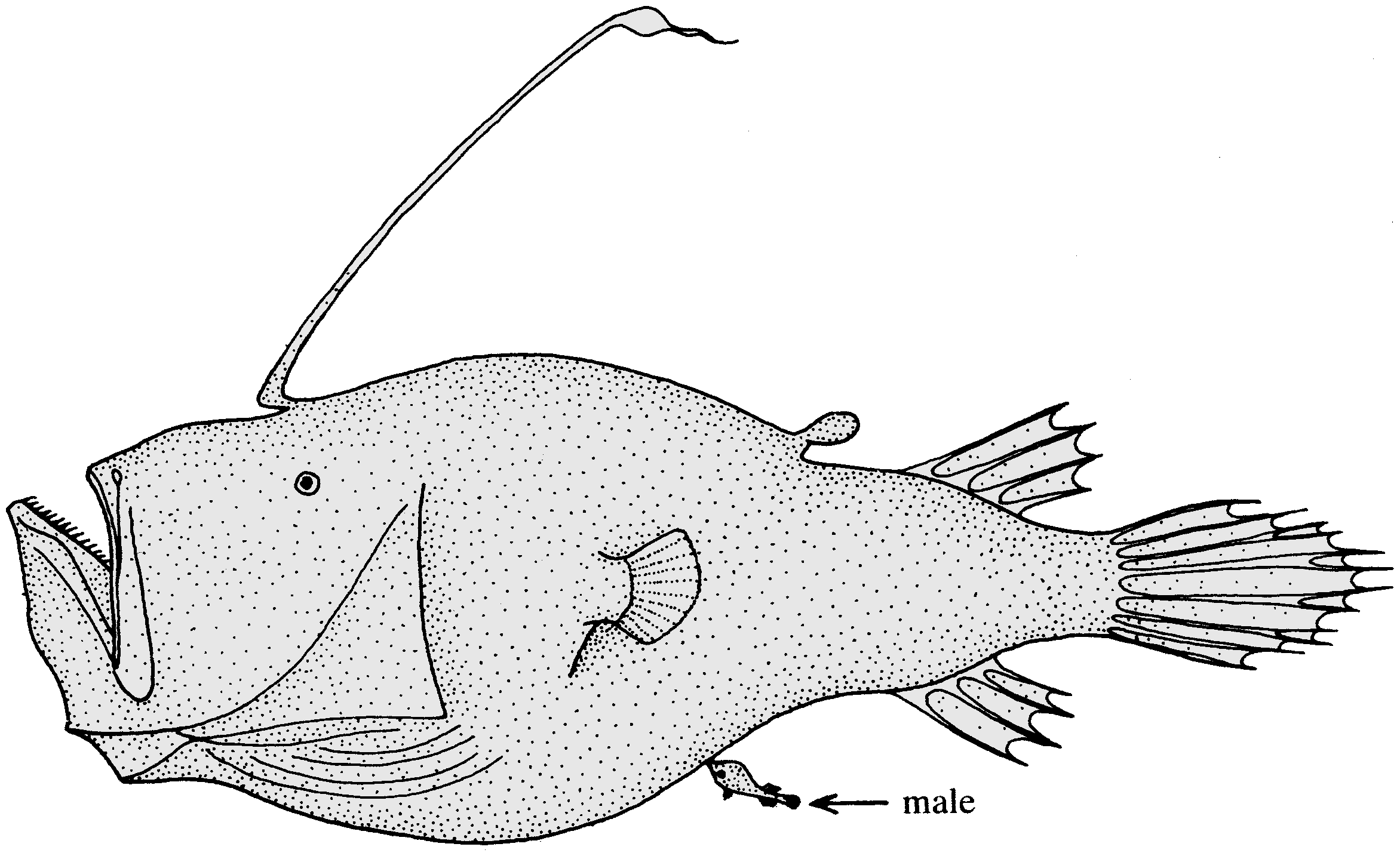
Una rana pescatrice abissale: notare il maschio attaccato al ventre, indicato dalla freccia

In alcuni casi, la differenza fra i due sessi è così accentuata che maschi e femmine furono inizialmente classificati come specie o addirittura in generi differenti: è il caso dell'ecletto e dell'huia.
Nei policheti del genere Osedax e negli Echiura Bonellia viridis, i maschi vivono all'interno delle femmine e non escono mai dallo stadio larvale, fatta eccezione per le gonadi che maturano e producono grandi quantità di spermatozoi. Al contrario, nei cirripedi parassiti del genere Sacculina, le femmine esistono come struttura reticolata all'interno del loro ospite.
Nella maggior parte delle cocciniglie le femmine mancano degli occhi e delle ali, hanno zampe atrofizzate e vivono permanentemente fissate alla pianta ospite, mentre i maschi hanno dimensioni minori e sono alati.
In alcune specie di rane pescatrici i maschi sono semplici sacchetti di carne senza apparato digerente, che si attaccano alla femmina conducendo una vita parassitica e producendo sperma come unica attività autonoma. Una situazione simile la si può osservare nell'emittero Veliidae Phoreticovelia disparata, dove il maschio si aggancia alla femmina nutrendosi da un'area ghiandolare posta sul dorso della stessa, anche se può vivere autonomamente.

### Il dimorfismo sessuale nell'essere umano

L'uomo e la donna illustrati sulla Placca dei Pioneer

Nella specie Homo sapiens i maschi sono mediamente più alti, più pesanti, più robusti e più forti delle femmine, che da parte loro hanno il bacino più largo e più inclinato all'indietro, spalle più strette, una diversa distribuzione del grasso corporeo e voce più acuta. I maschi inoltre presentano una maggiore quantità di peli (soprattutto sul viso).